# Iskender Kebap

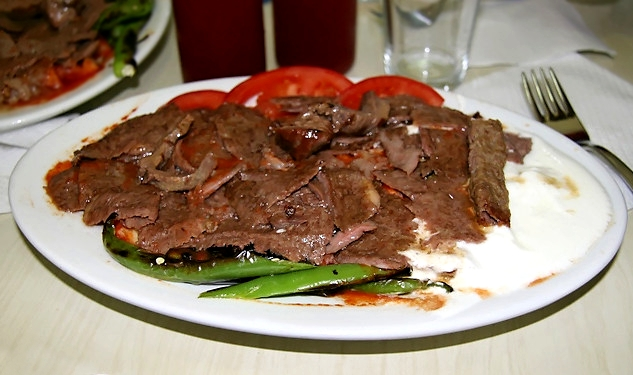
İskender Kebap

Iskender Kebap bzw. türkisch İskender kebap, auch İskender kebabı, Bursa kebabı, Bursa kebap, Uludağ kebap oder yoğurtlu kebap genannt, ist ein Fleischgericht der türkischen Küche und stellt eine Variante des Döner Kebap dar. Beim İskender Kebap wird das am Drehspieß gegrillte und dünn abgeschnittene Kalb- oder Lammfleisch mit Fladenbrot, Joghurt, gegrillten Paprika, Tomaten und zerlassener Butter serviert.
Das Gericht ist nach seinem Erfinder İskender Efendi benannt, der im späten 19. Jahrhundert in Bursa lebte. Heute betreiben seine Nachkommen eine in Bursa ansässige Kette von Restaurants, in denen neben obligatorischen türkischen Vorspeisen (Meze) ausschließlich das Original Kebapçı İskender angeboten wird, das inzwischen als Marke eingetragen wurde.
Iskender Kebap gehört heute zum Standardangebot der meisten türkischen Restaurants. Es wird nicht als Imbiss, sondern als Tellergericht serviert. Übliche Beilagen sind Bulgur und Salat. Traditionell wird dazu Traubenmost (Şıra) oder Ayran getrunken.